# Associació de Lladres de l'Extrem Orient
L'Associació de Lladres de l'Extrem Orient va ser una organització criminal russa que operava a l'extrem oriental de la Federació Russa durant la dècada del 1990. Estava encapçalada pel vor v zakone Ievgueni Vassin, àlies Dhzem, amb base a Komsomolsk na Amure. Sota aquesta denominació s'agrupaven diverses bandes dedicades a activitats delictives com l'extorsió, el narcotràfic, el tràfic de persones o el blanqueig de capital, entre d'altres. Segons les autoritats russes va arribar a tenir 4000 membres.
L'organització de Vassin agrupava les bandes locals contra els intents de control per part de les faccions eslaves del centre de Rússia, i va establir col·laboracions amb les organitzacions criminals xineses cada cop més presents a la regió. Malgrat el seu nom, l'organització no tenia una jerarquia formal sinó que era una xarxa de bandes autònomes sotmeses a un arbitratge comú. Les activitats delictives a la regió estaven sobretot relacionades amb el contraban fronterer de fusta i productes manufacturats, així com la immigració il·legal i el tràfic d'heroïna. La mort de Vassin l'any 2001, mentre es trobava detingut, va suposar el seu declivi definitiu. Varis dels seus membres, com Eduard Sakhnov (Sakhno), Oleg Semakin (Yeva) i Oleg Shokhirev (Malek), van ser jutjats l'any 2007 per un tribunal de Khabàrovsk.